# Stratocumulus lenticularis
Stratocumulus lenticularis is een wolkensoort en is onderdeel van een internationaal systeem om wolken te classificeren naar eigenschap volgens de internationale wolkenclassificatie. Stratocumulus lenticularis komt van het geslacht stratocumulus, met als betekenis gelaagde stapel en de term lenticularis komt van lensvormig of amandelvormig. Lenticulariswolken van het geslacht stratocumulus zijn de laagst voorkomende wolken der lenticulari.